# 叶尔然·比尔塔诺夫
叶尔然·阿曼塔耶维奇·比尔塔诺夫（羅馬化：Eljan Amantaiūly Bırtanov；1971年10月18日—），哈萨克斯坦医师，曾任哈萨克斯坦卫生部部长。
比尔塔诺夫生于苏联哈萨克苏维埃社会主义共和国江布尔州，早年毕业于阿拉木图国立医科大学，之后赴美国求学，毕业于亚利桑那大学。他曾在阿拉木图行医，后来进入政界，担任过国家毒理学中心主任、卫生部卫生发展研究所主任、国家医疗控股公司董事会副主席、卫生部副部长。2017年1月25日，比尔塔诺夫被任命为哈萨克斯坦卫生部部长。
2020年6月14日，比尔塔诺夫在社交媒体上透露自己感染了2019冠狀病毒病。25日，哈萨克斯坦总统卡瑟姆若马尔特·托卡耶夫解除了比尔塔诺夫的卫生部部长职务，由阿列克謝·崔接任。